# Eurycercus microdontus
Eurycercus microdontus är en kräftdjursart som beskrevs av Frey 1978. Eurycercus microdontus ingår i släktet Eurycercus och familjen Chydoridae. Inga underarter finns listade i Catalogue of Life.